# 迪基巴赫河
47°25′01″N 8°43′39″E / 47.41685°N 8.72763°E

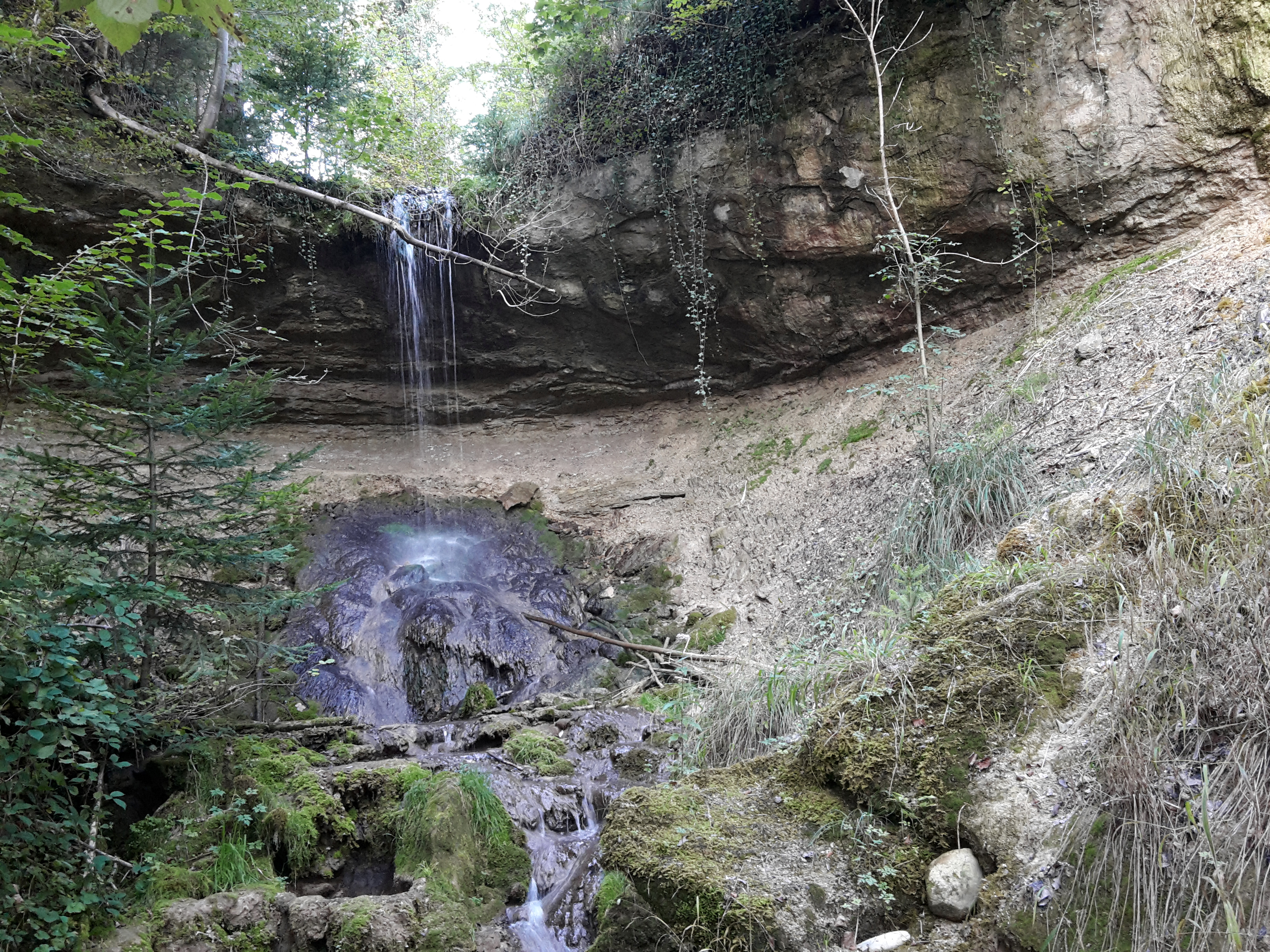

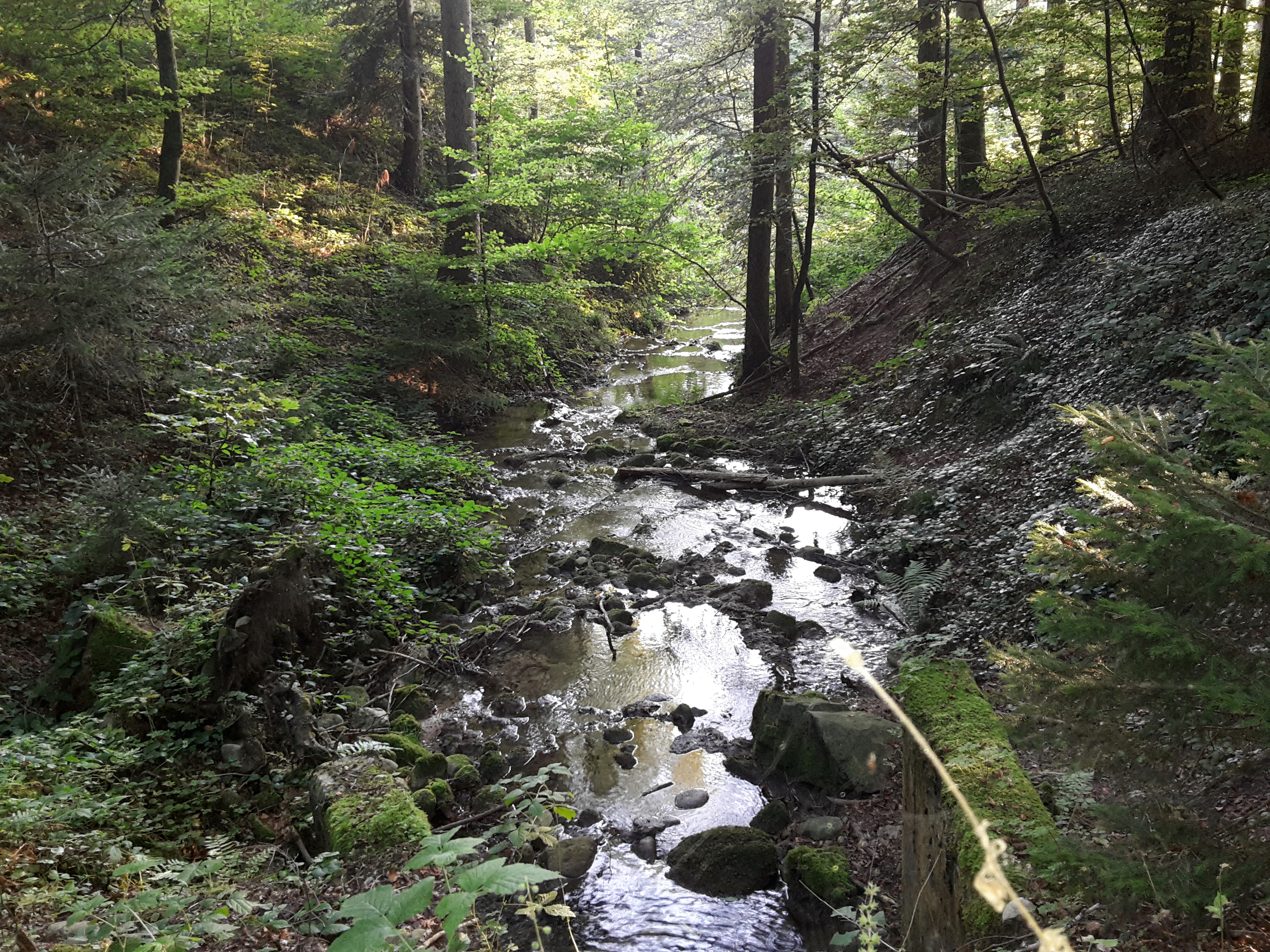

迪基巴赫河是瑞士的河流，位於該國北部，流經蘇黎世州，屬於許訥巴赫河的右支流，河道全長2.1公里，流域面積0.8平方公里，發源自伊爾瑙-埃弗雷蒂孔以南。